# Hellmayrea
Hellmayrea is een geslacht van zangvogels uit de familie ovenvogels (Furnariidae). Dit geslacht is genoemd naar de Oostenrijkse ornitholoog Carl Edward Hellmayr.

## Soorten
Het geslacht kent de volgende soort:
- Hellmayrea gularis – Witbrauwstekelstaart